# Katy (film)
Katy (spanska: Katy, la oruga) är en spansk-mexikansk animerad långfilm från 1983 efter en idé av Sylvia Roche. 1988 fick filmen en uppföljare Katy på nya äventyr.

## Handling
Katy är en liten larv som en dag bestämmer sig för att lämna körsbärsträdet, där hon bor med sina systrar, för att lära känna hela skogen. Några onda kråkor vill äta upp henne, men ett mirakulöst ljus från naturens ande räddar henne. Ljuset frågar henne varför hon lämnade hemmet och får till svar att Katy vill hitta sin sanna mening.

## Rollista

### Svenska röster
- Lena Nyman — Katy
- Lena Ericsson — Katy (sång)
- Kjerstin Dellert — bidrottningen
- Pontus Gustafsson — bi nr 5344
- Ingvar Kjellson — kråkan Clyde
- Loa Falkman — kråkan Chester
- Anita Wall — Willa
- Gunilla Åkesson — Claudia
- Inga-Lill Andersson — Denise
- Solveig Andersson — naturens ande
- Henric Holmberg — Earnie
- Carl Billquist — Hank
- Eva Remaeus — Mo
- Peter Harryson — grodan
- Claire Wikholm — katten
- Mona Seilitz — spindeln
- Anders Nyström — hästen
- Stig Grybe — skogsmusen
- Philip Zandén — stadsmusen
- Monica Nordquist — berättaren
- Monica Dominique — medlem av bi-kören
- Lena Ericsson — medlem av bi-kören
- Kerstin Bagge — medlem av bi-kören
- Annica Risberg — medlem av bi-kören

- Musikalisk ledning — Jan Boquist
- Ljudarbete — Lars Klettner, Tomas Kratz, Björn Almstedt
- Producent — Mari-Anne Barrefelt
- Text och regi — Per-Arne Ehlin
- Svensk version producerad av Sonet Film AB[4][5][6]